# Cheshmeh-ye Beygī
Cheshmeh-ye Beygī (persiska: چشمه بیگی) är en ort i Iran.   Den ligger i provinsen Kermanshah, i den västra delen av landet, 400 km väster om huvudstaden Teheran. Cheshmeh-ye Beygī ligger 1 269 meter över havet och antalet invånare är 195.
Terrängen runt Cheshmeh-ye Beygī är huvudsakligen kuperad, men norrut är den platt. Cheshmeh-ye Beygī ligger nere i en dal. Runt Cheshmeh-ye Beygī är det ganska tätbefolkat, med 207 invånare per kvadratkilometer. Närmaste större samhälle är Harsīn, 15,8 km öster om Cheshmeh-ye Beygī. Omgivningarna runt Cheshmeh-ye Beygī är i huvudsak ett öppet busklandskap.